# Gurindji
Die Gurindji sind ein Stamm von Aborigines im Norden von Australien, die 460 km südwestlich von Katherine im Northern Territory in der Victoria River-Region leben. Die Gurindji sind in Australien sehr bekannt, weil sie den sogenannten Wave Hill Walk-off, auch Gurindji-Strike  genannt, durchführten, in dessen Ergebnis sie auch ihre sozialen Rechte und Löhne durchsetzten. Sie erhielten auch ihre angestammte Landrechte teilweise im Jahr 1975 und im Jahr 2020 in Form eines Native Title zurück.

## Gesellschaft
Die Gurindji ist die am besten bekannte Aborigines-Gemeinschaft Australiens, weil sie den Gurindji-Streik durchführte, den Vincent Lingiari im Jahre 1966 anführte.
Ein Teil ihres angestammten Landes wurden ihnen 1975 durch den australischen Premierminister Gough Whitlam zurückgegeben und ein unübertragbarer Rechtstitel über die gesamte Viehzüchterstation Wave Hill Cattle Station, insgesamt 3250 Quadratkilometer ihres Stammesgebiets, gewährt. Dieser Erfolg bereitete den Weg für den Gewinn weiterer Native Title (Rechte am Land) der Aborigines in Australien.
Die Wave Hill Cattle Station liegt etwa 600 km südlich von Darwin. Der Name dieser Viehzuchtstation ging in die Geschichte Australiens als Wave Hill Walk-Off, bzw. als Gurindji Strike, ein.
Die Gurindji teilen viele Gemeinsamkeiten in Sprache und Kultur mit ihren Nachbarn, den Warlpiri.

## Siedlungen
Gurindji-Gemeinschaften bildeten sich in Kalkaringi und Daguragu. Das Daguragu Community Government Council betreibt kommunale und andere Dienste für Kalkaringi und für die Umgebung (früher Wave Hill) und für Daguragu, eine Gemeinschaft, die auf dem Land nach dem Erlangen von Land Rights Acts siedelte.
Die Größe des Ortes Kalkaringi beträgt 260 Hektar. Er wurde wie eine offene Stadt im September 1976 geführt, Permits waren weder für Bewohner noch für Besucher erforderlich. Kalkaringi liegt am Buntine Highway, der zwischen Top Springs und Halls Creek liegt.
Daguragu liegt acht Kilometer nördlich von Kalkaringi an einer asphaltierten Straße. Um Daguragu aufzusuchen, wird eine Erlaubnis von den traditionellen Eigentümern, die das Central Land Council ausstellt, benötigt. Daguragu wurde die erste Viehzuchtstation, die einer Aborigines-Gemeinschaft gehört und von ihr bewirtschaftet wird. Sie gehört der Murramulla Gurindji Company.
Das Council betreut auch eine Reihe von Außenstationen, in denen die traditionellen Eigentümer residieren. Die traditionellen Eigentümer gehören zur Gurindji-Sprachgruppe. Es gibt auch andere Bewohner in Daguragu und Kalkaringi, die zu einer anderen Sprachgruppe, einschließlich der Warlpiri gehören. Die Bevölkerungsanzahl der Ort von Daguragu und Kalkaringi beträgt etwa 700 Aborigines.

## Freedomday
Im August jeden Jahres findet ein großes Fest statt, das in Kalkarinji abgehalten wird, um den Jahrestag des Gurindij-Streiks zur feiern und den Marsch zu wiederholen. Der Tag ist bekannt als „Freedomday“.